# Kusttram
Belgická pobřežní tramvajová síť (nizozemský oficiální název zní kusttram) zajišťuje hromadnou dopravu na belgickém pobřeží Severního moře mezi obcemi De Panne u francouzských hranic a Knokke-Heist blízko hranic s Nizozemskem. Jedná se o nejdelší tramvajovou trať (nikoliv systém) na světě.
Linka má 70 zastávek a délku 68 km. Rozchod koleje činí 1000 mm. Tramvaje jezdí každých 20 minut mimo sezonu a každých 10 minut v letních měsících, kdy pobřežní tramvajová linka přepraví více než 3 miliony cestujících.
Provoz pobřežní tramvaje byl zahájen roku 1885 na úseku mezi městy Ostende a Nieuwpoort. Další část trasy mezi Ostende a Knokke byla otevřena v roce 1890. Roku 1912 byla trať elektrifikována, do té doby měly tramvaje parní pohon.
Od zahájení provozu do roku 1991 byla pobřežní tramvaj spravována společností NMVB (Nationale Maatschappij van Buurtspoorwegen, francouzsky Société nationale des chemins de fer vicinaux) a byla součástí tzv. vicinálních drah. Roku 1991 tato společnost zanikla a od té doby trasu provozuje vlámská společnost De Lijn.
V letech 1994 až 2002 byly všechny tramvaje modernizovány. Modernizace zahrnovala zejména vybavení souprav nízkopodlažním oddílem v prostřední části vozu.
Tato úprava usnadnila přepravu osobám se sníženou pohyblivostí a zvýšila kapacitu vozů.

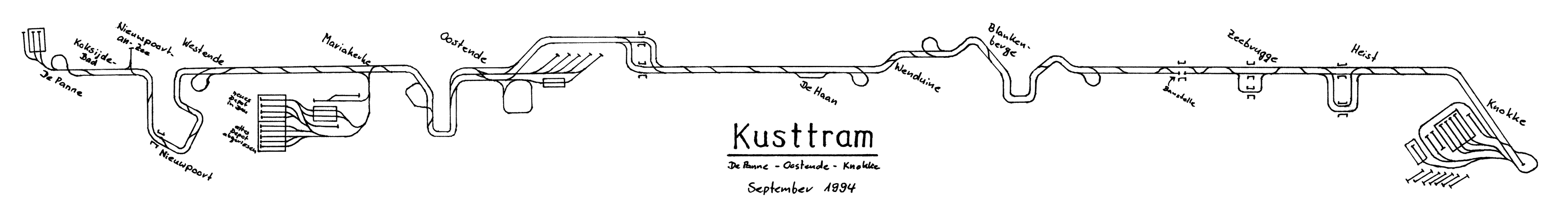
Kolejové schéma